# Посёлок лесхоза Юрлово
Посёлок лесхоза Юрлово — посёлок сельского типа в Можайском районе Московской области в составе сельского поселения Юрловское. Население — 14 чел. (2010).

## Расположение
Посёлок расположен в юго-восточной части Можайского района, примерно в 22 км к юго-западу от Можайска. Ближайший населённый пункт — деревня Юрлово на юг от посёлка.

## История
До 2006 года посёлок лесхоза Юрлово входил в состав Юрловского сельского округа.

## Население
| 2002 | 2006 | 2010 |
| ---- | ---- | ---- |
| 25   | ↘16  | ↘14  |